# Качаци у Топчидеру
Качаци у Топчидеру је југословенски филм из 1923. године. Режирали су га Драган Алексић и Бошко Токин, а сценарио су писали Бранимир Ћосић и Бошко Токин.

## Улоге
| Глумац             | Улога |
| ------------------ | ----- |
| Милан Ајваз        |       |
| Павле Богатинчевић |       |
| Вука Ивковић       |       |
| Богосав Коњевод    |       |
| Мирко Кујачић      |       |
| Брана Месаровић    |       |
| Мата Милошевић     |       |
| Марица Поповић     |       |
| Никола Поповић     |       |
| Влајко Стајић      |       |
| Љуба Живковић      |       |